# Rit (chanteur)
 (avril 2018).
Pour les articles homonymes, voir Rit.
Rit est un auteur, compositeur, multi-instrumentiste français, des Alpes de Haute Provence.

## Biographie
Découverte des Découvertes du Printemps de Bourges en 2001, il entre dans le dispositif Talent Fnac. Il assure ensuite, en Homme Orchestre, les premières parties de Maxime le Forestier, Sergent Garcia, Zebda, Tryo, Patrice...
En 2002, il sort son 1er album qui marquera la rencontre avec Vince de Zenzile, avec qui il co-réalise en 2004, son 2e album résolument intimiste et dépouillé. Un an plus tard, au Bénin, il rencontre le groupe Jawa (combo afro beat) avec qui il enregistre l'album Rit & Jawa, mélange de chanson, de percussions et d'envolées tribales.
Il sort son 3e album solo en 2008, parrainé par Libération.